# Catiguá
Catiguá é um município brasileiro do estado de São Paulo. Sua população estimada em 2024 era de 7.105 habitantes (IBGE). Catiguá pertence à Microrregião de Catanduva.

## Toponímia
Para Eduardo Navarro, Catiguá é o nome de uma árvore.

## História
A história de Catiguá se inicia com a criação de dois pequenos povoados às margens do Rio São Domingos: Vila Santa Isabel e Vila Mariana.
A antiga Vila Santa Isabel estava localizada entre o Rio São Domingos e o Córrego dos Cândidos, e recebeu este nome em homenagem à mulher de Artur Ortenblad, doadora do terreno onde foi construída a praça e a capela de Santa Isabel.
A Vila Mariana estava localizada entre o Rio São Domingos e o Córrego Bate-Panela. Nessa vila, Manuel Caetano e José Rodrigues doaram o terreno onde foi construída a praça e a capela de São Sebastião.
Por volta de novembro de 1910, a Vila Santa Isabel passou a se chamar Vila Ibarra.
Em 1921, Vila Mariana foi elevada à categoria de distrito, com o nome de Catupiry, jurisdicionado ao município de Catanduva.
Em 1929, Vila Ibarra também foi elevada à categoria de distrito, jurisdicionado ao município de Tabapuã.
A construção de rodovias e a ampliação da Estrada de Ferro de Araraquara proporcionaram um rápido crescimento e progresso da região, pela facilidade de escoamento da produção.
No início da década de 1930, foram instaladas as primeiras fábricas, duas no distrito de Ibarra e duas no distrito de Catupiry.
Em 1938, através do decreto estadual n.º 9775, de 30 de novembro, os dois distritos foram unidos em um só com a denominação de Catiguá. O novo distrito foi instalado em 1939, ficando subordinado ao município de Catanduva.
Em 18 de fevereiro de 1959, por meio da lei estadual n.º 5285, o distrito foi elevado à categoria de município, sob o nome de Catiguá, desmembrado de Catanduva. A instalação do município ocorreu em 1 de janeiro de 1960, com sede no antigo distrito de Catupiry.  

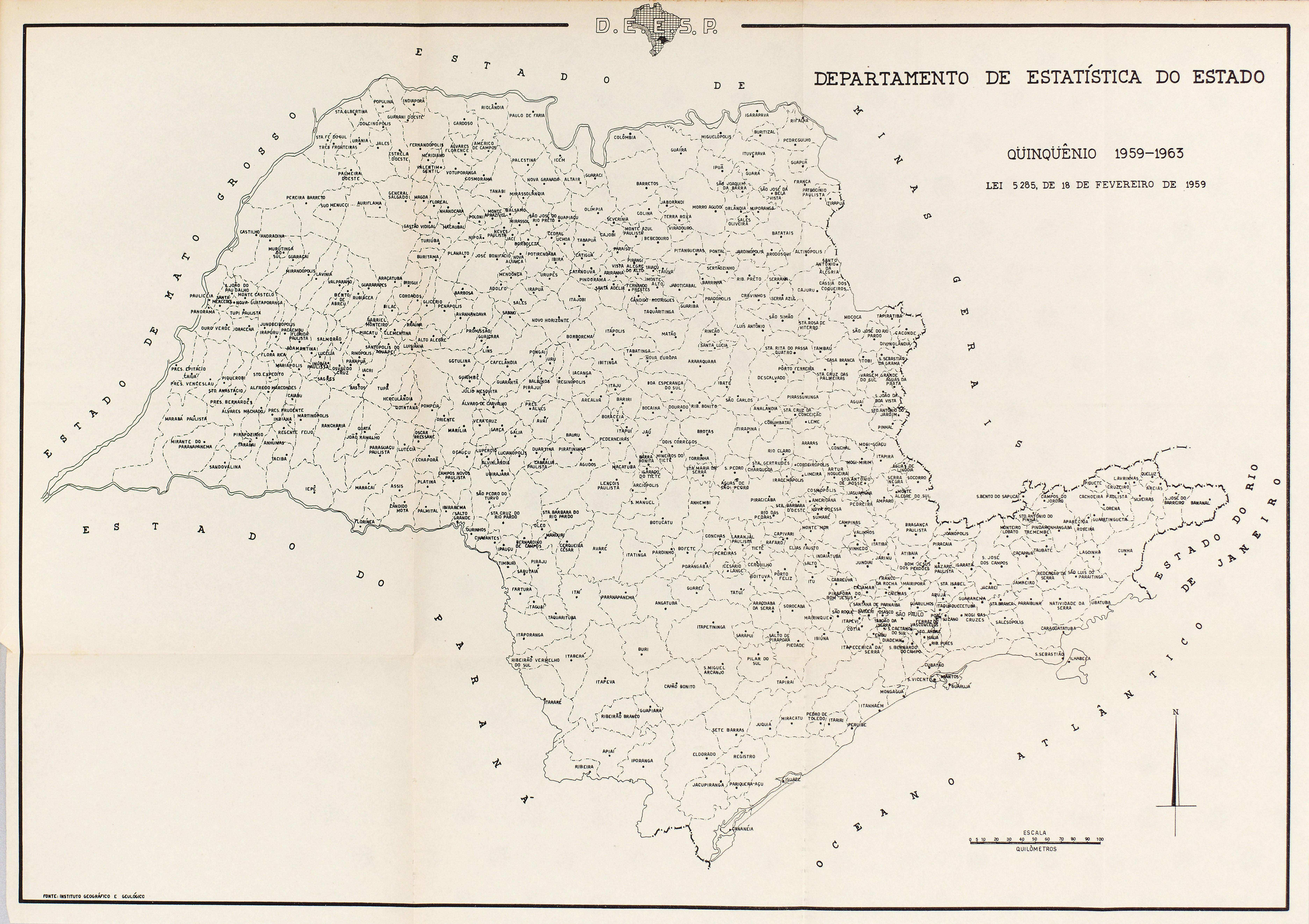
Estado de São Paulo (1959).

É cognominada "Cidade do Balaio" ou "Capital do Balaio", em virtude do tradicional artesanato de bambú existente no município há quase 100 anos.
É integrante da Região Turística "Águas, Sabores e Saberes", juntamente com as cidades de Adolfo, Cedral, Ibirá, Irapuã, Mendonça, Sales e Ubarana.

## Geografia
Localiza-se a uma latitude 21º02'58" sul e a uma longitude 49º03'30" oeste, estando a uma altitude de 483 metros. Possui uma área de 148 km².

### Hidrografia
- Ribeirão São Domingos
- Córrego dos Cândidos
- Córrego Bate-Panela

### Rodovias
- SP-310
- Vicinal José Fernandes
- Vicinal Vicente Fernandes
- Rodovia Jerônimo Ignácio da Costa
- Vicinal João Martins Calbo

### Ferrovias
- Linha Tronco da antiga Estrada de Ferro Araraquara [7]

## Demografia

### População
| Crescimento populacional                             | Crescimento populacional | Crescimento populacional | Crescimento populacional |
| Ano                                                  | População Total          |                          | %±                       |
| ---------------------------------------------------- | ------------------------ | ------------------------ | ------------------------ |
| 1960                                                 | 6 125                    |                          | —                        |
| 1970                                                 | 5 244                    |                          | −14,4%                   |
| 1980                                                 | 5 682                    |                          | 8,4%                     |
| 1991                                                 | 6 261                    |                          | 10,2%                    |
| 2000                                                 | 6 555                    |                          | 4,7%                     |
| 2010                                                 | 7 127                    |                          | 8,7%                     |
| 2022                                                 | 7 003                    |                          | −1,7%                    |
| Est. 2024                                            | 7 105                    | [ 8 ]                    | 1,5%                     |
| Fontes: Censos Demográficos IBGE e Estimativas SEADE |                          |                          |                          |

### Dados demográficos
Dados do Censo - 2010
População Total: 7.127
- Urbana: 6.569
- Rural: 558
- Homens: 3.632[12]
- Mulheres: 3.495

Densidade demográfica (hab./km²): 48,03
Dados do Censo - 2000
Mortalidade infantil até 1 ano (por mil): 10,42%
Expectativa de vida (anos): 75,38
Taxa de fecundidade (filhos por mulher): 2,40
Taxa de Alfabetização: 86,86%
Índice de Desenvolvimento Humano (IDH-M): 0,787
- IDH-M Renda: 0,688
- IDH-M Longevidade: 0,840
- IDH-M Educação: 0,833

(Fonte: IPEADATA)

### Habitação e Infraestrutura Urbana Ano 2000
- Domicílios com Espaço Suficiente: 89,19%
- Domicílios com Infraestrutura Interna Urbana Adequada: 95,10%
- Coleta de Lixo - Nível de Atendimento: 99,22%
- Abastecimento de Água - Nível de Atendimento: 96,89%
- Esgoto Sanitário - Nível de Atendimento: 95,70%

### Educação Ano 2000
- Taxa de Analfabetismo da População de 15 Anos e Mais: 13,14%
- Média de Anos de Estudos da População de 15 a 64 Anos: 6,07
- População de 25 Anos e Mais com Menos de 8 Anos de Estudo: 80,22%
- População de 18 a 24 Anos com Ensino Médio Completo: 39,04%

## Economia
- Participação da Agropecuária: 10,79%
- Participação da Indústria: 26,34%
- Participação dos Serviços: 62,86%
- PIB (Em milhões de reais correntes): 69.883
- PIB per Capita (Em reais correntes): 9.718,16

## Infraestrutura

### Comunicações
O sistema de telefones automáticos foi inaugurado na cidade em 1984 pela Telecomunicações de São Paulo (TELESP), que também implantou o sistema de discagem direta à distância (DDD) em 1984 com o código de área (0175). Anteriormente a cidade era atendida pela Telefônica Nacional.
Na década de 90 o código DDD da cidade foi alterado para (017), para padronização do sistema telefônico com a telefonia celular que estava sendo implantada em todo o estado.

## Religião
O Cristianismo se faz presente na cidade da seguinte forma:

### Igreja Católica
- A igreja faz parte da Diocese de Catanduva.[16]

### Igrejas Evangélicas
- Assembleia de Deus Ministério do Belém.[17][18]
- Congregação Cristã no Brasil.[19]